# Centre Internacional de Fotografia de Barcelona
El Centre Internacional de Fotografia Barcelona (CIFB) va ser una institució dedicada a la formació, l'estudi, l'exposició, la divulgació i la producció de la fotografia a la segona meitat dels anys 1970, promoguda per Albert Guspi (1943-1985). Tot i la seva breu existència (amb prou feines cinc anys), el CIFB va permetre la recomposició de la cultura fotogràfica de la transició espanyola.

## Història
El CIFB es va inaugurar l'octubre del 1978 al carrer de l'Aurora, 11 bis, que havia estat una antiga fàbrica de pastes alimentàries (vegeu casa-fàbrica Balius). La façana, després dels treballs de restauració, va ser decorada amb un mural d'Arranz Bravo i Bartolozzi que representava cronològicament un resum de la Història de la Fotografia a través de retrats d'alguns dels seus autors més cèlebres, de Daguerre a Robert Frank, i acabava amb algunes celebritats locals com Oriol Maspons i Xavier Miserachs. Actualment està inclòs a l'inventari dels Petits paisatges de Barcelona.
El director del CIFB, Albert Guspi (1943-1985), havia estat fotògraf de reportatge abans d'obrir la primera galeria comercial de fotografia d'Espanya, la galeria Spectrum, inaugurada el 1973 a Barcelona. Tenia un programa d'exposicions internacional i combinava la presentació de fotògrafs històrics amb fotògrafs contemporanis. De seguida va esdevenir un lloc de trobada per a la nova generació de fotògrafs creatius que sorgia en aquell moment. Guspi, incansable promotor de la nova cultura fotogràfica, va crear el 1975 el Grup Taller d'Art Fotogràfi', en què fotògrafs com Lucho Poirot, Manel Esclusa i Pere Formiguera impartien cursos teòrics i pràctics. Seguint el model dels Rencontres Internationales de Photographie d'Arles, l'estiu de 1976 va organitzar el Taller Mediterrani de Fotografia de Cadaqués, que compaginava exposicions i tallers impartits per fotògrafs nacionals i internacionals.
Arran dels contactes d'Arles, Guspi va aconseguir que Spectrum s'inclogués dins la xarxa europea de galeries finançades per Canon. Poc després de signar el contracte amb Canon, va entreveure la possibilitat de crear ell mateix una xarxa de galeries Canon a Espanya, que podria beneficiar-se de les exposicions internacionals que es presentaven a Spectrum, com la mostra de retrats de Richard Avedon o l'exposició sobre els fotògrafs de la Farm Security Administration.

### Inauguració
El CIFB culminava la trajectòria de Guspi com a promotor visionari de la cultura fotogràfica espanyola. Des del començament, el centre es va emmarcar en la tradició de la cultura documental, seguint el model de l'International Center of Photography novaiorquès de Cornell Capa, que havia estat inaugurat el 1974. Cornell Capa, germà del mític Robert Capa, havia encunyat el terme "fotografia compromesa" per denominar aquesta gran tradició del fotoperiodisme sorgit dels anys trenta. En aquest sentit és significatiu que l'exposició inaugural del CIFB fos una gran antològica d'Agustí Centelles, un clar gest programàtic que va contribuir d'una manera decisiva a la recuperació d'aquest autor com a gran protagonista de la fotografia moderna a Espanya.
Igualment significatiu és el primer número de la revista Imatge, publicada pel CIFB, en què es definien els punts programàtics que van centrar la seva estructura i les seves activitats: la imatge com a mitjà de comunicació social, l'ensenyament de la fotografia i la concepció de la imatge com a agent constitutiu de la cultura visual i l'entorn social.

### Activitats
Les activitats que es desplegaven al CIFB giraven entorn de quatre eixos: la docència, que privilegiava el treball en grup per documentar aspectes de la vida urbana quotidiana; les exposicions; les projeccions de cinema i, finalment, els debats i presentacions públiques, en què es convidava fotògrafs, la majoria locals, a projectar els seus treballs en forma d'audiovisual.

### Declivi i fi
Tot i marcar una inflexió en l'escena fotogràfica de finals dels setanta, el CIFB va iniciar un ràpid declivi quan Canon va suprimir la seva política de subvencions a galeries a partir de 1980. Altres factors, però, van ser igualment determinants: en aquella època emergien nous espais fotogràfics a la ciutat, noves galeries i escoles, i la fotografia s'incorporava als estudis artístics superiors. També es va començar a integrar en les polítiques culturals, i aquest fet va marcar l'inici d'una recuperació del patrimoni fotogràfic. En aquest context, el CIFB va anar perdent la capacitat de lideratge que havia tingut inicialment i va declinar la col·laboració amb les administracions públiques. Va tancar el 1983 i Albert Guspi va morir inesperadament el 1985.

## Exposició
El 26 de gener de 2012 es va inaugurar al MACBA de Barcelona una exposició commemorativa, que va estar vigent entre el 27 de gener i el 20 de maig de 2012. Els comissaris van ser Jorge Ribalta i Cristina Zelich, i va ser organitzada i produïda pel mateix museu.
L'exposició s'articulà entorn del projecte documental sobre la Barcelona quotidiana i la vida als barris, que va constituir l'aportació essencial i singular del CIFB. Els treballs exposats van ser realitzats per professors, alguns alumnes i per fotògrafs pròxims al CIFB que van participar activament en projectes promoguts des del centre o en les projeccions públiques. El conjunt constitueix una representació col·lectiva de la ciutat traumatitzada que tot just ha sortit de la dictadura, abans de la gran renovació urbana dels vuitanta, i de les formes emergents de resistència i reconquesta de l'espai públic.
El 2012 es va organitzar una exposició retrospectiva al MACBA. L'exposició s'articula entorn del projecte documental sobre la Barcelona quotidiana i la vida als barris, que va constituir l'aportació essencial i singular del CIFB. Els treballs exposats pertanyen a professors, alguns alumnes i fotògrafs pròxims al CIFB que van participar activament en projectes promoguts des del centre o en les projeccions públiques. El conjunt fou una representació col·lectiva de la ciutat traumatitzada que tot just ha sortit de la dictadura, abans de la gran renovació urbana dels vuitanta, i de les formes emergents de resistència i reconquesta de l'espai públic.

### Àmbits
L'exposició està estructurada en tres àmbits i posa de manifest la relativa multiplicitat de plantejaments i formats expositius que van caracteritzar les activitats del CIFB. El primer àmbit inclou representacions dels barris populars i els seus habitants: les zones en decadència del Barri Xino i la Rambla, que constituïen l'entorn del CIFB, fotografiades per Anna Boyé, Pep Cunties i Jordi Pol; algunes comunitats marginalitzades com el barri barraquista de la Perona, documentat per Esteve Lucerón; espais urbans perifèrics com el port i Montjuïc, amb reportatges de Xavier Martí Alavedra i Enric Aguilera; l'escorxador, vist per Pep Cunties; o les zones autoconstruïdes del litoral sud, fotografiades per Jordi Sarrà.
També s'hi inclouen projeccions de treballs presentats al CIFB per alguns dels membres de l'equip docent, com Mariano Zuzunaga, Eduard Olivella, Manel Esclusa i Jordi Sarrà, així com alguns fotògrafs locals que van participar en les vetllades fotogràfiques, com Humberto Rivas, Lluís Casals, Manolo Laguillo o Ferran Freixa.
El segon àmbit està dedicat íntegrament a la projecció de diapositives sobre l'antic Hospital de la Santa Creu, realitzades per tres fotògrafs estretament vinculats al CIFB –Jesús Atienza, Pep Cunties i Eduardo Subías–, tal com es va presentar el 1980 en una projecció pública, acompanyada de la música de piano de Mariano Zuzunaga, pianista a més de fotògraf.
L'últim espai conté una selecció de treballs centrats en la representació d'espectacles populars i pràctiques carnavalesques, que visibilitzen el paper clau que van tenir les subcultures –en particular la gai i la transsexual– i les seves formes de resistència en l'emergència de nous comportaments socials durant la transició, de cara a la reconquesta de l'espai públic democràtic. En aquest bloc s'hi poden veure reportatges d'Eduardo Subías, Anna Boyé i Jordi Sarrà sobre els entorns de la boxa i la lluita lliure; l'extens document sobre El Molino de Josep Tobella; i dues sèries de Lucho Poirot i Miquel Arnal sobre, respectivament, els transsexuals al Carnaval de Sitges i sobre el maquillatge i la preparació d'Ocaña durant els carnavals del 1978 i el 1979.
La sala es tanca amb una sèrie sobre el dia a dia d'un circ de grup Extra! (integrat per Sergi Capellas, Jordi García i Xavier Rosselló) el 1980, que va ser una de les exposicions més grans i ambicioses del CIFB.